# Leipert Motorsport
Leipert Motorsport ist ein deutsches Motorsport-Team aus Wegberg.

## Geschichte
Leipert Motorsport wurde 2002 gegründet und wird von Ingo und Marcel Leipert geführt und betrieben.

### Deutscher Formel-3-Cup
Von 2004 bis 2012 ging das Team im Deutschen Formel-3-Cup an den Start. In den ersten zwei Jahren starteten die Piloten hauptsächlich in der Cup-Wertung. Dort erzielte Marcel Leipert 2004 einen zehnten Platz in der Gesamtwertung.
Von 2006 bis 2012 fuhr der Italiener Luca Iannacone mit dem Team in der Trophy-Wertung und gewann dort 2011 den zweiten Platz.

### Ford Fiesta Cup Deutschland
2005 stieg das Team parallel zur Formel 3 in den Tourenwagensport ein. Im Ford Fiesta Cup startete das Team drei Jahre und erzielte mit Christopher Mies 2007 mit dem fünften Platz seine beste Platzierung.

### ADAC Procar Serie
Mit der Saison 2008 wechselte Leipert Motorsport in die 2. Division der ADAC-Procar-Serie und ging dort bis 2011 mit einem Ford Fiesta ST an den Start. In dieser Zeit gewann das Team 2008 mit Christopher Mies und 2011 mit Nils Mierschke den Meistertitel in der Division 2.

### ADAC GT Masters

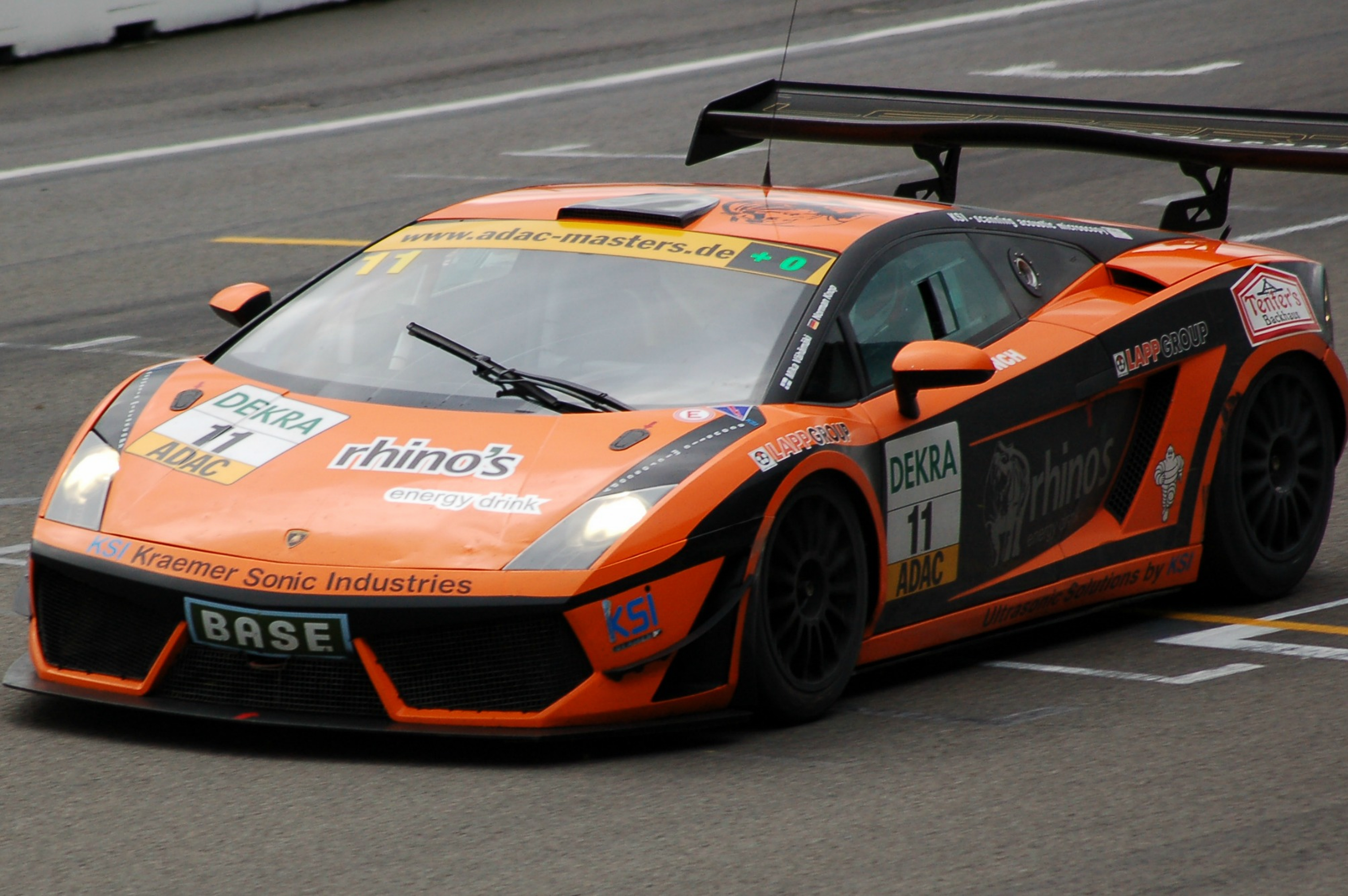
Der Lamborghini Gallardo von Leipert Motorsport beim GT-Masters-Rennen 2011 in Assen

Von 2009 bis 2013 betätigte sich das Rennteam in der ADAC GT Masters. In den ersten beiden Jahren wurde ein Ascari KZ1R GT3 eingesetzt. Ab 2011 stieg das Team auf Lamborghini um ging mit einem Lamborghini Gallardo LP600+ und 2013 mit einem Lamborghini Gallardo FL2 an den Start.
Das beste Teamergebnis erzielte Leipert Motorsport 2009 mit einem achten Platz in der Saisonwertung. Das beste Resultat in der Fahrerwertung erreichten Roland Rehfeld und Norman Knop in der Saison 2010 mit dem 13. Rang.

### FIA-GT3-Europameisterschaft
Für eine Rennsaison startete das Team 2012 mit den beiden Piloten David Mengesdorf und Harald Proczyk in der FIA-GT3-Europameisterschaft und erreichten dort den dritten Platz in der Fahrer- und Teamwertung.

### 24H Series
Leipert ging ebenfalls beim Langstreckenrennen an den Start. Den ersten Einsatz bei einem 24-Stunden-Rennen hatte das Team 2008 in der 24H Series. Dort belegten die beiden eingesetzten Ford Fiesta ST jeweils die Plätze zwei und drei in der A1-Wertung.
Von 2015 bis 2019 startete das Team regelmäßig in der 24H Series und gewann zuletzt 2019 den Team-Titel in der GT-Wertung der Continents-Meisterschaft.

### GT4-Europameisterschaft
Seit 2018 tritt das Team mit einem Mercedes-AMG GT4 in der GT4-Europameisterschaft an. 2019 konnte Leipert Motorsport die Teamwertung und mit den Fahrern Luci Trefz und Marcus Paverud auch die Fahrerwertung gewinnen.

### Lamborghini Super Trofeo
Leipert startet ebenfalls mit einem Lamborghini Huracán Super Trofeo EVO in der Lamborghini-Markenmeisterschaft.